# كلية الكرك الجامعية

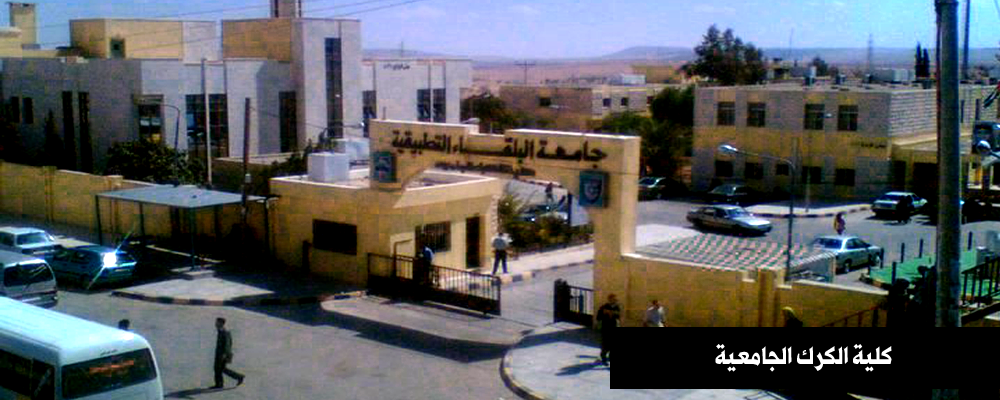
كلية الكرك الجامعية ...

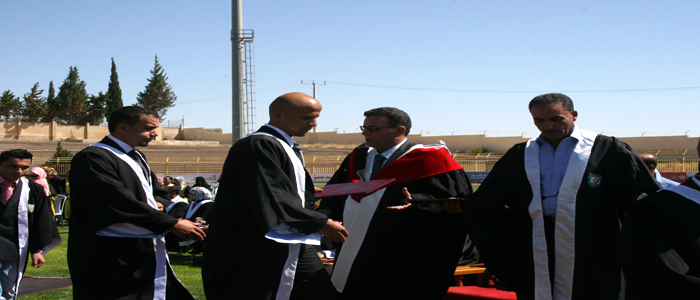

كلية الكرك الجامعية

تأسست كلية الكرك الجامعية في 1/10/1979 م كمعهد للمعلمين ضمن أهداف محددة تتبع لوزارة التربية والتعليم حيث كانت عبارة عن مؤسسة لإعداد كوادر بشرية مؤهلة للعمل في مهنة التدريس بشهادة الدبلوم وكانت التخصصات فيها ذات صبغة أكاديمية ومهنية في عام 1997 جاءت مكرمة الملك الحسين بن طلال لتضيف إلى البناء العلمي الأردني صرحا من صروح العلم والمعرفة وهي جامعة البلقاء التطبيقية فأصبحت تشرف على كليات المجتمع في المملكة ومنها كلية الكرك (كلية جامعية متوسطة) وبدأت دروب التطور تأخذ مسارها ضمن أهداف إستراتيجية لهذه الجامعة وخاصة في المجال المهني والتطبيقي تمشيا مع حاجة ومتطلبات العصر بالإضافة إلى تطوير وتأهيل الكوادر البشرية العاملة لتكون بذلك المخرجات تلبي الطموحات والآمال.

## الرسالة
تنبثق رسالة الكلية من رسالة جامعة البلقاء التطبيقية والتي تقوم على تقديم التعلم والتعليم المتميزين والمساهمة في رفد المجتمع بالطاقات المؤهلة علميا وعمليا بما يتواءم مع التطورات العالمية في مجال العلوم التطبيقية، والتعاون مع المجتمع المحلي بما يعود بالفائدة على تقدم الوطن.

## الرؤيا
تخريج كوادر بشرية مؤهله مسلحه بالعلم والمعرفة والمهارات التي تمكنها من خدمة الوطن

## الأهداف
- فتح المجال لأبناء المجتمع المحلي للدراسة في تخصصات نوعية
- توطيد العلاقة بين الكلية والمجتمع من خلال النشاطات المختلفة
- فتح أفاق وفرص جديدة أمام الطلبة الخريجين من خلال استحداث تخصصات تتناسب وسوق العمل
- رفد الوطن بكوادر مؤهله علميا وعمليا للانخراط بسوق العمل المحلي الذي يشهده تطورا ملحوض وبمستوى أكاديمي رفيع

## الأقسام الأكاديمية
تضم الكلية أربعة اقسام أكاديمية وهي:
- قسم العلوم الأساسية والمعلوماتية
- قسم العلوم التربوية والاجتماعية
- قسم العلوم الإدارية والمالية
- قسم المهن الطبية المساندة

## البرامج والتخصصات التي تمنحها الكلية
تمنح الشهادة الجامعية الأولى في البرامج التالية:
- نظم المعلومات الإدارية
- نظم المعلومات المحاسبية
- إدارة المكتبات والمعلومات

## تمنح الكلية الشهادة الجامعية المتوسطة في البرامج التالية
قسم العلوم التربوية والاجتماعية ويضم:
تربية الطفل
تربيه خاصة
قسم المهن الطبية المساعدة
التمريض المشارك
مختبرات طبية
مساعد صيدلي
سجل طبي
قسم العلوم الأساسية والمعلوماتية ويضم:
المكتبات وتكنولوجيا تعليم
قسم العلوم المالية والإدارية ويضم:
محاسبه
نظم معلومات إدارية
إدارة مستودعات
نظم ملومات محاسبية
تجارة إلكترونية

## المرافق
صالة رياضية لمختلف الألعاب والأنشطة الرياضية.
قاعة عامة تتسع ل (250) شخصا، وتعتقد فيها الندوات والمحاضرات والاجتماعات، وتعقد فيها الاحتفالات
مكتبه: وتضم ما يقارب (25) ألف كتاب في مختلف صنوف المعرفة.
مسجد: يضم مصلى للذكور والإناث.
مطعم: يقدم وجبات طعام لطالبات السكن الداخلي.
سكن طالبات: يتسع ل (250) طالبة.
عيادة صحية: تقدم خدمات طبية للطلبة والعاملين في الكلية.
سكن موظفين: يشمل (18) شقة سكنية.
حضانة أطفال: تتسع ل (15) طفلا